# Senta (noctuídeos)
Senta (Arctiidae) é um gênero de traça pertencente à família Arctiidae.